# 紫海胆
紫海胆（学名：Anthocidaris crassispina）分布于日本南部和中国东南部沿海的一种海胆。

## 形态特征
紫海胆壳直径一般是50～60毫米，高22～30毫米。壳厚、为低半球形，口面平坦，大棘强大，其长度约等于壳的直径。活体时棘为黑紫色。

## 经济价值
紫海胆在中国和日本是重要的食材，日本把它作为制“云丹”的上等原料。紫海胆目前已有人工规模化养殖，被列入第一批中国国家重点保护经济水生动植物资源名录。